# جون دي لانسي
جون دي لانسي (بالإنجليزية: John de Lancie)‏ مواليد 20 مارس 1948 في فيلادلفيا، بنسيلفانيا، الولايات المتحدة، هو ممثل أمريكي بدأ مسيرته الفنية عام 1976.

## روابط خارجية
- جون دي لانسي على موقع IMDb (الإنجليزية)
- جون دي لانسي على موقع روتن توميتوز (الإنجليزية)
- جون دي لانسي على موقع ألو سيني (الفرنسية)
- جون دي لانسي على موقع ميوزك برينز (الإنجليزية)
- جون دي لانسي على موقع تيرنر كلاسيك موفيز (الإنجليزية)
- جون دي لانسي على موقع أول موفي (الإنجليزية)
- جون دي لانسي على موقع قاعدة بيانات الأفلام السويدية (السويدية)
- جون دي لانسي على موقع إن إن دي بي (الإنجليزية)
- جون دي لانسي على موقع ديسكوغز (الإنجليزية)
- جون دي لانسي على موقع قاعدة بيانات الفيلم (الإنجليزية)